# Ducado de Segorbe
El ducado de Segorbe es un título nobiliario español concedido por el rey Juan II de Aragón en 1469 a Enrique de Aragón y Pimentel, infante de Aragón, hijo del infante Enrique de Aragón, i duque de Villena, y de Beatriz de Pimentel, conocido como "Infante Fortuna". 
Es uno de los títulos nobiliarios más importantes de España, y se le concedió la grandeza de primera clase en 1520, por el emperador Carlos V. Actualmente pertenece a una rama menor de la casa de Medinaceli, encabezada por Ignacio Medina y Fernández de Córdoba. 

## Historia
El ducado de Segorbe fue instituido en 1469 por Juan II de Aragón en favor de su sobrino Enrique de Aragón y Pimentel, entonces de 14 años de edad, e hijo del turbulento infante Enrique, hermano de Alfonso V de Aragón y de Juan II de Aragón muerto en Calatayud en 1445 como consecuencia de las heridas recibidas en el enfrentamiento entre castellanos conocido como la Batalla de Olmedo (1445) en el mismo año en que nació este Enrique. Tiene por casa solar la ciudad de Segorbe, provincia de Castellón. Posteriormente el título pasó a la casa de Medinaceli.

## Lista de titulares
|                                | Titular                                                         | Periodo                        |
| Creación por Juan II de Aragón | Creación por Juan II de Aragón                                  | Creación por Juan II de Aragón |
| ------------------------------ | --------------------------------------------------------------- | ------------------------------ |
| i                              | Enrique de Aragón y Pimentel                                    | 1469-1522                      |
| ii                             | Alfonso de Aragón y Portugal                                    | 1522-1562                      |
| iii                            | Francisco de Aragón y Cardona                                   | 1562-1575                      |
| iv                             | Juana de Aragón y Cardona                                       | 1575-1608                      |
| v                              | Enrique de Aragón y Enríquez de Cabrera                         | 1608-1640                      |
| vi                             | Luis de Aragón y Fernández de Córdoba                           | 1640-1670                      |
| vii                            | Joaquín de Aragón y Benavides                                   | 1670                           |
| viii                           | Catalina de Aragón y Sandoval                                   | 1670-1697                      |
| ix                             | Luis Francisco de la Cerda y Aragón                             | 1697-1711                      |
| x                              | Nicolás María Fernández de Córdoba y de la Cerda                | 1711-1739                      |
| xi                             | Luis Antonio Fernández de Córdoba y Spínola                     | 1739-1768                      |
| xii                            | Pedro de Alcántara Fernández de Córdoba y Moncada               | 1768-1789                      |
| xiii                           | Luis María Fernández de Córdoba y Gonzaga                       | 1789-1806                      |
| xiv                            | Luis Joaquín Fernández de Córdoba y Benavides                   | 1806-1840                      |
| xv                             | Luis Tomás Fernández de Córdoba y Ponce de León                 | 1840-1873                      |
| xvi                            | Luis María Fernández de Córdoba y Pérez de Barradas             | 1873-1879                      |
| xvii                           | Luis Jesús Fernández de Córdoba y Salabert                      | 1880-1956                      |
| xviii                          | Victoria Eugenia Fernández de Córdoba y Fernández de Henestrosa | 1956-1969                      |
| xix                            | Ignacio Medina y Fernández de Córdoba                           | 1969-actual titular            |

### Árbol genealógico
| Duques de Segorbe       |
| ----------------------- |
| Titulares Pretendientes |

| |                                                                                        |                                                                                        |                                                                                        |                                                                                        |                                                                                        |  |  | Fernando I de Aragón (1380-1416)                                                    |                                                                                     |                                                                                     |                                                                                     |                                                                                     |                                                                                     |  |  |                                                            |                                                            |                                                            |                                                            |                                                            |                                                            |  |  |  |  |  |  |  |  |  |  |
| |                                                                                        |                                                                                        |                                                                                        |                                                                                        |                                                                                        |  |  |                                                                                     |                                                                                     |                                                                                     |                                                                                     |                                                                                     |                                                                                     |  |  |                                                            |                                                            |                                                            |                                                            |                                                            |                                                            |  |  |  |  |  |  |  |  |  |  |
| |                                                                                        |                                                                                        |                                                                                        |                                                                                        |                                                                                        |  |  | Enrique de Aragón, infante de Aragón, i duque de Villena (1400-1445)                |                                                                                     |                                                                                     |                                                                                     |                                                                                     |                                                                                     |  |  |                                                            |                                                            |                                                            |                                                            |                                                            |                                                            |  |  |  |  |  |  |  |  |  |  |
| |                                                                                        |                                                                                        |                                                                                        |                                                                                        |                                                                                        |  |  |                                                                                     |                                                                                     |                                                                                     |                                                                                     |                                                                                     |                                                                                     |  |  |                                                            |                                                            |                                                            |                                                            |                                                            |                                                            |  |  |  |  |  |  |  |  |  |  |
| |                                                                                        |                                                                                        |                                                                                        |                                                                                        |                                                                                        |  |  | Enrique de Aragón, i duque de Segorbe (1445-1522)                                   |                                                                                     |                                                                                     |                                                                                     |                                                                                     |                                                                                     |  |  |                                                            |                                                            |                                                            |                                                            |                                                            |                                                            |  |  |  |  |  |  |  |  |  |  |
| |                                                                                        |                                                                                        |                                                                                        |                                                                                        |                                                                                        |  |  |                                                                                     |                                                                                     |                                                                                     |                                                                                     |                                                                                     |                                                                                     |  |  |                                                            |                                                            |                                                            |                                                            |                                                            |                                                            |  |  |  |  |  |  |  |  |  |  |
| |                                                                                        |                                                                                        |                                                                                        |                                                                                        |                                                                                        |  |  | Alfonso de Aragón, ii duque de Segorbe (1489-1563)                                  |                                                                                     |                                                                                     |                                                                                     |                                                                                     |                                                                                     |  |  |                                                            |                                                            |                                                            |                                                            |                                                            |                                                            |  |  |  |  |  |  |  |  |  |  |
| |                                                                                        |                                                                                        |                                                                                        |                                                                                        |                                                                                        |  |  |                                                                                     |                                                                                     |                                                                                     |                                                                                     |                                                                                     |                                                                                     |  |  |                                                            |                                                            |                                                            |                                                            |                                                            |                                                            |  |  |  |  |  |  |  |  |  |  |
| |                                                                                        |                                                                                        |                                                                                        |                                                                                        |                                                                                        |  |  |                                                                                     |                                                                                     |                                                                                     |                                                                                     |                                                                                     |                                                                                     |  |  |                                                            |                                                            |                                                            |                                                            |                                                            |                                                            |  |  |  |  |  |  |  |  |  |  |
| Francisco de Aragón, iii duque de Segorbe (1539-1575)                                                    | Francisco de Aragón, iii duque de Segorbe (1539-1575)                                  | Francisco de Aragón, iii duque de Segorbe (1539-1575)                                  | Francisco de Aragón, iii duque de Segorbe (1539-1575)                                  | Francisco de Aragón, iii duque de Segorbe (1539-1575)                                  | Francisco de Aragón, iii duque de Segorbe (1539-1575)                                  |  |  | Juana de Aragón, iv duquesa de Segorbe († 1608)                                     | Juana de Aragón, iv duquesa de Segorbe († 1608)                                     | Juana de Aragón, iv duquesa de Segorbe († 1608)                                     | Juana de Aragón, iv duquesa de Segorbe († 1608)                                     | Juana de Aragón, iv duquesa de Segorbe († 1608)                                     | Juana de Aragón, iv duquesa de Segorbe († 1608)                                     |  |  |                                                            |                                                            |                                                            |                                                            |                                                            |                                                            |  |  |  |  |  |  |  |  |  |  |
| Francisco de Aragón, iii duque de Segorbe (1539-1575)                                                    | Francisco de Aragón, iii duque de Segorbe (1539-1575)                                  | Francisco de Aragón, iii duque de Segorbe (1539-1575)                                  | Francisco de Aragón, iii duque de Segorbe (1539-1575)                                  | Francisco de Aragón, iii duque de Segorbe (1539-1575)                                  | Francisco de Aragón, iii duque de Segorbe (1539-1575)                                  |  |  | Juana de Aragón, iv duquesa de Segorbe († 1608)                                     | Juana de Aragón, iv duquesa de Segorbe († 1608)                                     | Juana de Aragón, iv duquesa de Segorbe († 1608)                                     | Juana de Aragón, iv duquesa de Segorbe († 1608)                                     | Juana de Aragón, iv duquesa de Segorbe († 1608)                                     | Juana de Aragón, iv duquesa de Segorbe († 1608)                                     |  |  |                                                            |                                                            |                                                            |                                                            |                                                            |                                                            |  |  |  |  |  |  |  |  |  |  |
| |                                                                                        |                                                                                        |                                                                                        |                                                                                        |                                                                                        |  |  | Luis Ramón de Aragón, x conde de Prades (1568-1596)                                 |                                                                                     |                                                                                     |                                                                                     |                                                                                     |                                                                                     |  |  |                                                            |                                                            |                                                            |                                                            |                                                            |                                                            |  |  |  |  |  |  |  |  |  |  |
| |                                                                                        |                                                                                        |                                                                                        |                                                                                        |                                                                                        |  |  |                                                                                     |                                                                                     |                                                                                     |                                                                                     |                                                                                     |                                                                                     |  |  |                                                            |                                                            |                                                            |                                                            |                                                            |                                                            |  |  |  |  |  |  |  |  |  |  |
| |                                                                                        |                                                                                        |                                                                                        |                                                                                        |                                                                                        |  |  | Enrique de Aragón, v duque de Segorbe (1588-1640)                                   |                                                                                     |                                                                                     |                                                                                     |                                                                                     |                                                                                     |  |  |                                                            |                                                            |                                                            |                                                            |                                                            |                                                            |  |  |  |  |  |  |  |  |  |  |
| |                                                                                        |                                                                                        |                                                                                        |                                                                                        |                                                                                        |  |  |                                                                                     |                                                                                     |                                                                                     |                                                                                     |                                                                                     |                                                                                     |  |  |                                                            |                                                            |                                                            |                                                            |                                                            |                                                            |  |  |  |  |  |  |  |  |  |  |
| |                                                                                        |                                                                                        |                                                                                        |                                                                                        |                                                                                        |  |  |                                                                                     |                                                                                     |                                                                                     |                                                                                     |                                                                                     |                                                                                     |  |  |                                                            |                                                            |                                                            |                                                            |                                                            |                                                            |  |  |  |  |  |  |  |  |  |  |
| |                                                                                        |                                                                                        |                                                                                        |                                                                                        |                                                                                        |  |  | Luis Ramón de Aragón, vi duque de Segorbe (1608-1670)                               | Luis Ramón de Aragón, vi duque de Segorbe (1608-1670)                               | Luis Ramón de Aragón, vi duque de Segorbe (1608-1670)                               | Luis Ramón de Aragón, vi duque de Segorbe (1608-1670)                               | Luis Ramón de Aragón, vi duque de Segorbe (1608-1670)                               | Luis Ramón de Aragón, vi duque de Segorbe (1608-1670)                               |  |  | Pedro Antonio de Aragón, viii duque de Segorbe (1611-1690) | Pedro Antonio de Aragón, viii duque de Segorbe (1611-1690) | Pedro Antonio de Aragón, viii duque de Segorbe (1611-1690) | Pedro Antonio de Aragón, viii duque de Segorbe (1611-1690) | Pedro Antonio de Aragón, viii duque de Segorbe (1611-1690) | Pedro Antonio de Aragón, viii duque de Segorbe (1611-1690) |  |  |  |  |  |  |  |  |  |  |
| |                                                                                        |                                                                                        |                                                                                        |                                                                                        |                                                                                        |  |  | Luis Ramón de Aragón, vi duque de Segorbe (1608-1670)                               | Luis Ramón de Aragón, vi duque de Segorbe (1608-1670)                               | Luis Ramón de Aragón, vi duque de Segorbe (1608-1670)                               | Luis Ramón de Aragón, vi duque de Segorbe (1608-1670)                               | Luis Ramón de Aragón, vi duque de Segorbe (1608-1670)                               | Luis Ramón de Aragón, vi duque de Segorbe (1608-1670)                               |  |  | Pedro Antonio de Aragón, viii duque de Segorbe (1611-1690) | Pedro Antonio de Aragón, viii duque de Segorbe (1611-1690) | Pedro Antonio de Aragón, viii duque de Segorbe (1611-1690) | Pedro Antonio de Aragón, viii duque de Segorbe (1611-1690) | Pedro Antonio de Aragón, viii duque de Segorbe (1611-1690) | Pedro Antonio de Aragón, viii duque de Segorbe (1611-1690) |  |  |  |  |  |  |  |  |  |  |
| |                                                                                        |                                                                                        |                                                                                        |                                                                                        |                                                                                        |  |  |                                                                                     |                                                                                     |                                                                                     |                                                                                     |                                                                                     |                                                                                     |  |  |                                                            |                                                            |                                                            |                                                            |                                                            |                                                            |  |  |  |  |  |  |  |  |  |  |
| |                                                                                        |                                                                                        |                                                                                        |                                                                                        |                                                                                        |  |  | Catalina de Aragón, duquesa de Medinaceli, viii duquesa de Segorbe (1635-1697)      | Catalina de Aragón, duquesa de Medinaceli, viii duquesa de Segorbe (1635-1697)      | Catalina de Aragón, duquesa de Medinaceli, viii duquesa de Segorbe (1635-1697)      | Catalina de Aragón, duquesa de Medinaceli, viii duquesa de Segorbe (1635-1697)      | Catalina de Aragón, duquesa de Medinaceli, viii duquesa de Segorbe (1635-1697)      | Catalina de Aragón, duquesa de Medinaceli, viii duquesa de Segorbe (1635-1697)      |  |  | Joaquín de Aragón, vii duque de Segorbe (1667-1670)        | Joaquín de Aragón, vii duque de Segorbe (1667-1670)        | Joaquín de Aragón, vii duque de Segorbe (1667-1670)        | Joaquín de Aragón, vii duque de Segorbe (1667-1670)        | Joaquín de Aragón, vii duque de Segorbe (1667-1670)        | Joaquín de Aragón, vii duque de Segorbe (1667-1670)        |  |  |  |  |  |  |  |  |  |  |
| |                                                                                        |                                                                                        |                                                                                        |                                                                                        |                                                                                        |  |  | Catalina de Aragón, duquesa de Medinaceli, viii duquesa de Segorbe (1635-1697)      | Catalina de Aragón, duquesa de Medinaceli, viii duquesa de Segorbe (1635-1697)      | Catalina de Aragón, duquesa de Medinaceli, viii duquesa de Segorbe (1635-1697)      | Catalina de Aragón, duquesa de Medinaceli, viii duquesa de Segorbe (1635-1697)      | Catalina de Aragón, duquesa de Medinaceli, viii duquesa de Segorbe (1635-1697)      | Catalina de Aragón, duquesa de Medinaceli, viii duquesa de Segorbe (1635-1697)      |  |  | Joaquín de Aragón, vii duque de Segorbe (1667-1670)        | Joaquín de Aragón, vii duque de Segorbe (1667-1670)        | Joaquín de Aragón, vii duque de Segorbe (1667-1670)        | Joaquín de Aragón, vii duque de Segorbe (1667-1670)        | Joaquín de Aragón, vii duque de Segorbe (1667-1670)        | Joaquín de Aragón, vii duque de Segorbe (1667-1670)        |  |  |  |  |  |  |  |  |  |  |
| |                                                                                        |                                                                                        |                                                                                        |                                                                                        |                                                                                        |  |  |                                                                                     |                                                                                     |                                                                                     |                                                                                     |                                                                                     |                                                                                     |  |  |                                                            |                                                            |                                                            |                                                            |                                                            |                                                            |  |  |  |  |  |  |  |  |  |  |
| Feliche María de la Cerda marquesa de Priego (1657-1709)                                                 | Feliche María de la Cerda marquesa de Priego (1657-1709)                               | Feliche María de la Cerda marquesa de Priego (1657-1709)                               | Feliche María de la Cerda marquesa de Priego (1657-1709)                               | Feliche María de la Cerda marquesa de Priego (1657-1709)                               | Feliche María de la Cerda marquesa de Priego (1657-1709)                               |  |  | Luis Francisco de la Cerda, ix duque de Medinaceli, ix duque de Segorbe (1660-1711) | Luis Francisco de la Cerda, ix duque de Medinaceli, ix duque de Segorbe (1660-1711) | Luis Francisco de la Cerda, ix duque de Medinaceli, ix duque de Segorbe (1660-1711) | Luis Francisco de la Cerda, ix duque de Medinaceli, ix duque de Segorbe (1660-1711) | Luis Francisco de la Cerda, ix duque de Medinaceli, ix duque de Segorbe (1660-1711) | Luis Francisco de la Cerda, ix duque de Medinaceli, ix duque de Segorbe (1660-1711) |  |  |                                                            |                                                            |                                                            |                                                            |                                                            |                                                            |  |  |  |  |  |  |  |  |  |  |
| Feliche María de la Cerda marquesa de Priego (1657-1709)                                                 | Feliche María de la Cerda marquesa de Priego (1657-1709)                               | Feliche María de la Cerda marquesa de Priego (1657-1709)                               | Feliche María de la Cerda marquesa de Priego (1657-1709)                               | Feliche María de la Cerda marquesa de Priego (1657-1709)                               | Feliche María de la Cerda marquesa de Priego (1657-1709)                               |  |  | Luis Francisco de la Cerda, ix duque de Medinaceli, ix duque de Segorbe (1660-1711) | Luis Francisco de la Cerda, ix duque de Medinaceli, ix duque de Segorbe (1660-1711) | Luis Francisco de la Cerda, ix duque de Medinaceli, ix duque de Segorbe (1660-1711) | Luis Francisco de la Cerda, ix duque de Medinaceli, ix duque de Segorbe (1660-1711) | Luis Francisco de la Cerda, ix duque de Medinaceli, ix duque de Segorbe (1660-1711) | Luis Francisco de la Cerda, ix duque de Medinaceli, ix duque de Segorbe (1660-1711) |  |  |                                                            |                                                            |                                                            |                                                            |                                                            |                                                            |  |  |  |  |  |  |  |  |  |  |
| Nicolás Fernández de Córdoba, x duque de Medinaceli, x duque de Segorbe (1682-1739)                      |                                                                                        |                                                                                        |                                                                                        |                                                                                        |                                                                                        |  |  |                                                                                     |                                                                                     |                                                                                     |                                                                                     |                                                                                     |                                                                                     |  |  |                                                            |                                                            |                                                            |                                                            |                                                            |                                                            |  |  |  |  |  |  |  |  |  |  |
| |                                                                                        |                                                                                        |                                                                                        |                                                                                        |                                                                                        |  |  |                                                                                     |                                                                                     |                                                                                     |                                                                                     |                                                                                     |                                                                                     |  |  |                                                            |                                                            |                                                            |                                                            |                                                            |                                                            |  |  |  |  |  |  |  |  |  |  |
| Luis Antonio Fernández de Córdoba, xi duque de Medinaceli, XI duque de Segorbe (1704-1768)               |                                                                                        |                                                                                        |                                                                                        |                                                                                        |                                                                                        |  |  |                                                                                     |                                                                                     |                                                                                     |                                                                                     |                                                                                     |                                                                                     |  |  |                                                            |                                                            |                                                            |                                                            |                                                            |                                                            |  |  |  |  |  |  |  |  |  |  |
| |                                                                                        |                                                                                        |                                                                                        |                                                                                        |                                                                                        |  |  |                                                                                     |                                                                                     |                                                                                     |                                                                                     |                                                                                     |                                                                                     |  |  |                                                            |                                                            |                                                            |                                                            |                                                            |                                                            |  |  |  |  |  |  |  |  |  |  |
| Pedro de Alcántara Fernández de Córdoba, xii duque de Medinaceli, xii duque de Segorbe (1730-1789)       |                                                                                        |                                                                                        |                                                                                        |                                                                                        |                                                                                        |  |  |                                                                                     |                                                                                     |                                                                                     |                                                                                     |                                                                                     |                                                                                     |  |  |                                                            |                                                            |                                                            |                                                            |                                                            |                                                            |  |  |  |  |  |  |  |  |  |  |
| |                                                                                        |                                                                                        |                                                                                        |                                                                                        |                                                                                        |  |  |                                                                                     |                                                                                     |                                                                                     |                                                                                     |                                                                                     |                                                                                     |  |  |                                                            |                                                            |                                                            |                                                            |                                                            |                                                            |  |  |  |  |  |  |  |  |  |  |
| Luis María Fernández de Córdoba, xiii duque de Medinaceli, xiii duque de Segorbe (1749-1806)             |                                                                                        |                                                                                        |                                                                                        |                                                                                        |                                                                                        |  |  |                                                                                     |                                                                                     |                                                                                     |                                                                                     |                                                                                     |                                                                                     |  |  |                                                            |                                                            |                                                            |                                                            |                                                            |                                                            |  |  |  |  |  |  |  |  |  |  |
| |                                                                                        |                                                                                        |                                                                                        |                                                                                        |                                                                                        |  |  |                                                                                     |                                                                                     |                                                                                     |                                                                                     |                                                                                     |                                                                                     |  |  |                                                            |                                                            |                                                            |                                                            |                                                            |                                                            |  |  |  |  |  |  |  |  |  |  |
| Luis Joaquín Fernández de Córdoba, xiv duque de Medinaceli, xiv duque de Segorbe (1780-1840)             |                                                                                        |                                                                                        |                                                                                        |                                                                                        |                                                                                        |  |  |                                                                                     |                                                                                     |                                                                                     |                                                                                     |                                                                                     |                                                                                     |  |  |                                                            |                                                            |                                                            |                                                            |                                                            |                                                            |  |  |  |  |  |  |  |  |  |  |
| |                                                                                        |                                                                                        |                                                                                        |                                                                                        |                                                                                        |  |  |                                                                                     |                                                                                     |                                                                                     |                                                                                     |                                                                                     |                                                                                     |  |  |                                                            |                                                            |                                                            |                                                            |                                                            |                                                            |  |  |  |  |  |  |  |  |  |  |
| Luis Tomás Fernández de Córdoba, xv duque de Medinaceli, xv duque de Segorbe (1813-1873)                 |                                                                                        |                                                                                        |                                                                                        |                                                                                        |                                                                                        |  |  |                                                                                     |                                                                                     |                                                                                     |                                                                                     |                                                                                     |                                                                                     |  |  |                                                            |                                                            |                                                            |                                                            |                                                            |                                                            |  |  |  |  |  |  |  |  |  |  |
| |                                                                                        |                                                                                        |                                                                                        |                                                                                        |                                                                                        |  |  |                                                                                     |                                                                                     |                                                                                     |                                                                                     |                                                                                     |                                                                                     |  |  |                                                            |                                                            |                                                            |                                                            |                                                            |                                                            |  |  |  |  |  |  |  |  |  |  |
| Luis María Fernández de Córdoba, xvi duque de Medinaceli, xvi duque de Segorbe (1851-1879)               |                                                                                        |                                                                                        |                                                                                        |                                                                                        |                                                                                        |  |  |                                                                                     |                                                                                     |                                                                                     |                                                                                     |                                                                                     |                                                                                     |  |  |                                                            |                                                            |                                                            |                                                            |                                                            |                                                            |  |  |  |  |  |  |  |  |  |  |
| |                                                                                        |                                                                                        |                                                                                        |                                                                                        |                                                                                        |  |  |                                                                                     |                                                                                     |                                                                                     |                                                                                     |                                                                                     |                                                                                     |  |  |                                                            |                                                            |                                                            |                                                            |                                                            |                                                            |  |  |  |  |  |  |  |  |  |  |
| Luis Jesús Fernández de Córdoba, xvii duque de Medinaceli, xvii duque de Segorbe (1880-1956)             |                                                                                        |                                                                                        |                                                                                        |                                                                                        |                                                                                        |  |  |                                                                                     |                                                                                     |                                                                                     |                                                                                     |                                                                                     |                                                                                     |  |  |                                                            |                                                            |                                                            |                                                            |                                                            |                                                            |  |  |  |  |  |  |  |  |  |  |
| |                                                                                        |                                                                                        |                                                                                        |                                                                                        |                                                                                        |  |  |                                                                                     |                                                                                     |                                                                                     |                                                                                     |                                                                                     |                                                                                     |  |  |                                                            |                                                            |                                                            |                                                            |                                                            |                                                            |  |  |  |  |  |  |  |  |  |  |
| Victoria Eugenia Fernández de Córdoba, xviii duquesa de Medinaceli, xviii duquesa de Segorbe (1917-2013) |                                                                                        |                                                                                        |                                                                                        |                                                                                        |                                                                                        |  |  |                                                                                     |                                                                                     |                                                                                     |                                                                                     |                                                                                     |                                                                                     |  |  |                                                            |                                                            |                                                            |                                                            |                                                            |                                                            |  |  |  |  |  |  |  |  |  |  |
| |                                                                                        |                                                                                        |                                                                                        |                                                                                        |                                                                                        |  |  |                                                                                     |                                                                                     |                                                                                     |                                                                                     |                                                                                     |                                                                                     |  |  |                                                            |                                                            |                                                            |                                                            |                                                            |                                                            |  |  |  |  |  |  |  |  |  |  |
| |                                                                                        |                                                                                        |                                                                                        |                                                                                        |                                                                                        |  |  |                                                                                     |                                                                                     |                                                                                     |                                                                                     |                                                                                     |                                                                                     |  |  |                                                            |                                                            |                                                            |                                                            |                                                            |                                                            |  |  |  |  |  |  |  |  |  |  |
| Ana de Medina, ix condesa de Ofalia (1940-2012) Con sucesión en la casa de Medinaceli.                   | Ana de Medina, ix condesa de Ofalia (1940-2012) Con sucesión en la casa de Medinaceli. | Ana de Medina, ix condesa de Ofalia (1940-2012) Con sucesión en la casa de Medinaceli. | Ana de Medina, ix condesa de Ofalia (1940-2012) Con sucesión en la casa de Medinaceli. | Ana de Medina, ix condesa de Ofalia (1940-2012) Con sucesión en la casa de Medinaceli. | Ana de Medina, ix condesa de Ofalia (1940-2012) Con sucesión en la casa de Medinaceli. |  |  | Ignacio de Medina, xix duque de Seborbe (n. 1947)                                   | Ignacio de Medina, xix duque de Seborbe (n. 1947)                                   | Ignacio de Medina, xix duque de Seborbe (n. 1947)                                   | Ignacio de Medina, xix duque de Seborbe (n. 1947)                                   | Ignacio de Medina, xix duque de Seborbe (n. 1947)                                   | Ignacio de Medina, xix duque de Seborbe (n. 1947)                                   |  |  |                                                            |                                                            |                                                            |                                                            |                                                            |                                                            |  |  |  |  |  |  |  |  |  |  |
| Ana de Medina, ix condesa de Ofalia (1940-2012) Con sucesión en la casa de Medinaceli.                   | Ana de Medina, ix condesa de Ofalia (1940-2012) Con sucesión en la casa de Medinaceli. | Ana de Medina, ix condesa de Ofalia (1940-2012) Con sucesión en la casa de Medinaceli. | Ana de Medina, ix condesa de Ofalia (1940-2012) Con sucesión en la casa de Medinaceli. | Ana de Medina, ix condesa de Ofalia (1940-2012) Con sucesión en la casa de Medinaceli. | Ana de Medina, ix condesa de Ofalia (1940-2012) Con sucesión en la casa de Medinaceli. |  |  | Ignacio de Medina, xix duque de Seborbe (n. 1947)                                   | Ignacio de Medina, xix duque de Seborbe (n. 1947)                                   | Ignacio de Medina, xix duque de Seborbe (n. 1947)                                   | Ignacio de Medina, xix duque de Seborbe (n. 1947)                                   | Ignacio de Medina, xix duque de Seborbe (n. 1947)                                   | Ignacio de Medina, xix duque de Seborbe (n. 1947)                                   |  |  |                                                            |                                                            |                                                            |                                                            |                                                            |                                                            |  |  |  |  |  |  |  |  |  |  |
| |                                                                                        |                                                                                        |                                                                                        |                                                                                        |                                                                                        |  |  | Sol de Medina, xx condesa de Ampurias (n. 1986)                                     |                                                                                     |                                                                                     |                                                                                     |                                                                                     |                                                                                     |  |  |                                                            |                                                            |                                                            |                                                            |                                                            |                                                            |  |  |  |  |  |  |  |  |  |  |

## Actual titular
El actual titular del título es Ignacio de Medina y Fernández de Córdoba, xix duque de Sergobe. 
Tiene fijada su residencia en Sevilla, y está casado con la princesa María de la Gloria de Orleans-Braganza.